# Bactrocera cucurbitae
La mosca del melón (Bactrocera cucurbitae), es una mosca de la fruta de la familia Tephritidae. Es una importante plaga en determinados cultivo, especialmente en Hawái.

## Identificación

### Adulto
El adulto tiene una longitud de unos 6 mm. Es característico el aspecto de sus alas, su largo tercer segmento de las antenas, su dorso amarillo rojizo con manchas amarillas y cabeza también amarilla con manchas negras.

### Huevo
Los huevos son blancos, elípticos y de unos 2 mm de longitud. Son casi planos en la parte ventral y convexos en la dorsal. A menudo están curvados en sentido longitudinal.

### Larva
La larva es cilíndrica con forma de gusano, alargada. El último estadio mide entre 7,5 y 11 mm de longitud.

### Pupa
La pupa varía de color marrón amarillento, blanquecino a rojo, y de unos 5 mm de longitud.

## Biología
El período de desarrollo de huevo a adulto varía entre 12 y 28 días. La hembra puede poner hasta 1000 huevos que son normalmente depositados en frutos jóvenes, pero también los depositan en tallos de las plantas. Los huevos son depositados dentro de la planta por medio del ovipositor de la hembra.
La fase de pupa normalmente se desarrolla en el suelo. Puede tener entre 8 y 10 generaciones al año.

## Comportamiento
Los adultos de B. cucurbitae se encuentran a menudo en plantas bajas con bastante follaje cerca de los cultivos. Cuando el tiempo es caluroso descansan en el envés de las hojas en zonas de sombra. Son grandes voladoras y suelen hacerlo a primera y última hora del día. Se alimentan de los jugos de fruta madura, néctar, excrementos de aves, y savia de las plantas.

## Distribución
Esta mosca es originaria de la India, donde está ampliamente extendida. También puede encontrarse en muchas partes del sureste de Asia, muchos países de África y algunas islas del Pacífico.

## Plantas huésped
Al menos afecta a 125 especies de plantas. Principalmente a leguminosas, melón amargo, melón de invierno, pepino, berenjena, judía, calabaza de peregrino, luffa, melón, pimiento, calabaza, tomate, sandía, calabacín y otros.

## Daños
En la zona indomalaya, la mosca del melón es considerada la plaga más importante en el cultivo del melón y otros cultivos relacionados. En Hawái, ha causado grandes daños en cultivos de melón, pepino y tomate.
Esta mosca puede atacar las flores, tallos, raíces, frutos y otros tejidos.

## Manejo

### Control no químico

#### Mecánicamente
Los dos métodos mecánicos usados en la protección de los frutos con alguna cubierta que impida la realización de las puestas así como el uso de trampas con cebos para atraer adultos.[cita requerida]

#### Cultural
El método cultural más efectivo es la destrucción de todos los frutos infestados, y la destrucción inmediata de los restos de cultivo una vez terminado este.[cita requerida]

#### Control biológico
Entre 1947 y 1952, se introdujeron en Hawái treinta y dos enemigos naturales de esta mosca. Estos parásitos ponen los huevos en los huevos o en las larvas de las moscas y emergen de ello en estado de pupa.
Cuando los parasitoides Fopius arisanus o Psyttalia fletcheri fueron usados de modo que fueron parasitados los huevos y las larvas de la mosca, se logró un control del 56% de la población de mosca.

#### Irradiación
La esterilización y posterior suelta de machos esterilizados mediante irradiación se ha mostrado como un sistema efectivo al aumentar el número de huevos estériles que las hembras depositan.

### Control químico
Se usa la aplicación de insecticidas junto con un cebo rico en proteínas aplicado sobre los cultivos a proteger, de ese modo, la mosca se siente atraída a alimentarse de la proteína y muere al ingerir el insecticida.